# Sheila Frahm
Sheila Sloan Frahm, née le 22 mars 1945 à Colby (Kansas), est une femme politique américaine. Membre du Parti républicain, elle est sénatrice du Kansas en 1996.

## Biographie
Sheila Frahm est diplômée d'un baccalauréat universitaire scientifique de la Fort Hays State University en 1967 puis fréquente l'université du Texas à Austin. Elle préside la commission de l'éducation (Board of Education) des écoles publiques de Colby puis celle du nord-ouest du Kansas. Elle rejoint ensuite la commission de l'éducation de l'État en 1985, dont elle devient vice-présidente en 1987.
En 1988, elle est élue au Sénat du Kansas. Elle est réélue en 1990 et 1992 et devient chef de la majorité républicaine. En 1994, elle devient lieutenant-gouverneur.
En juin 1996, elle est nommée au Sénat des États-Unis par le gouverneur républicain du Kansas, Bill Graves. Elle succède ainsi au sénateur Bob Dole, démissionnaire pour se consacrer à sa campagne présidentielle. Elle siège le temps qu'une élection partielle permette d'élire un successeur à Dole,. Lors de la primaire républicaine, elle est donnée au coude-à-coude avec le représentant Sam Brownback. Leur affrontement est vu comme représentatif des fractures au sein du Parti républicain : Frahm est une républicaine modérée, favorable notamment à l'avortement, tandis que Brownback est un républicain conservateur soutenu par la droite chrétienne. Le 6 août 1996, elle est battue par Brownback. Elle siège au Sénat du 11 juin au 7 novembre 1996, lorsque Brownback est élu pour la remplacer.
Après sa défaite au Sénat, elle devient directrice exécutive de l'association des administrateurs des collèges communautaires du Kansas.

### Sources
- (en) Cet article est partiellement ou en totalité issu de l’article de Wikipédia en anglais intitulé « Sheila Frahm » (voir la liste des auteurs).